# Daniel Schultz

Selbstbildnis ca. 1635

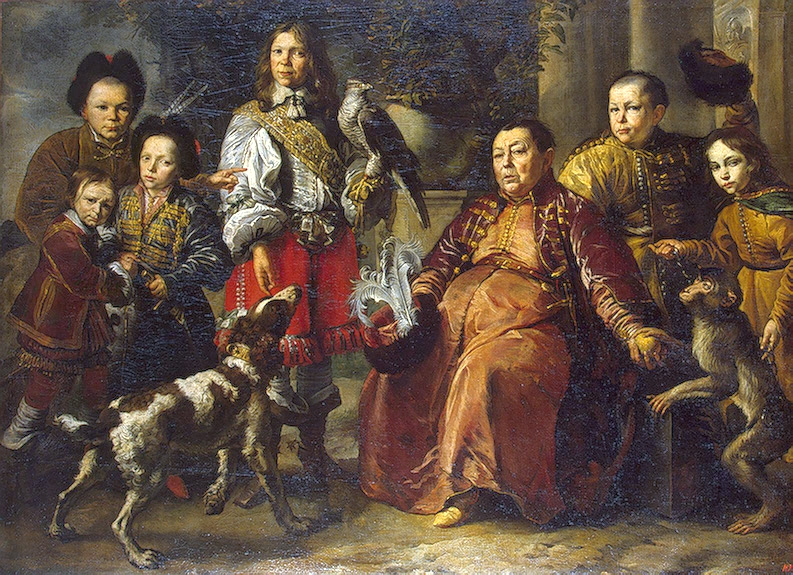
Familienporträt, 1664

(Georg) Daniel Schultz der Jüngere (* 1615; † 1683) war ein Maler aus Danzig, der viele Patrizier der Stadt porträtierte, wie etwa Johannes Hevelius. Gelernt hatte er bei seinem Onkel (Daniel Schultz der Ältere (?–1646)) und im Ausland. Von 1649 bis 1660 hat er als Hofmaler in Warschau die polnischen Könige dargestellt.
Verschiedene seiner gemalten Porträts wurden von Jeremias Falck, der zur selben Zeit wie Schultz in Danzig tätig war, in Kupfer gestochen.